# Verrallina macrodixoa
Verrallina macrodixoa är en tvåvingeart som beskrevs av Dyar och Shannon 1925. Verrallina macrodixoa ingår i släktet Verrallina och familjen stickmyggor.
Artens utbredningsområde är Filippinerna. Inga underarter finns listade i Catalogue of Life.